# نويكيرشن (كنول)
نويكيرشن (بالألمانية: Neukirchen, Hesse) هي بلدة، Luftkurort، ، مدينة و بلدة ألمانية تقع في ألمانيا في Schwalm-Eder-Kreis. يقدر عدد سكانها بـ 7,533 نسمة .

## أعلام
- آوغست فلهيلم آيشلر